# Doville
Doville is een gemeente in het Franse departement Manche (regio Normandië) en telt 283 inwoners (2004). De plaats maakt deel uit van het arrondissement Coutances.

## Geografie
De oppervlakte van Doville bedraagt 11,0 km², de bevolkingsdichtheid is 25,7 inwoners per km².
De onderstaande kaart toont de ligging van Doville met de belangrijkste infrastructuur en aangrenzende gemeenten.

## Demografie
Onderstaande figuur toont het verloop van het inwonertal (bron: INSEE-tellingen).

1. ↑  Populations de référence 2022.